# Eccellenza Calabria 2024-2025
Il campionato italiano di calcio di Eccellenza regionale 2024-2025 è stato il trentaquattresimo organizzato in Italia. Rappresenta il quinto livello del calcio italiano.

## Stagione
I cinque posti lasciati nella passata stagione, dalla vincitrice Sambiase e dalle quattro retrocesse, sono stati occupati dalle tre retrocesse del Girone I della Serie D, Gioiese, Castrovillari e San Luca, e dalle due vincitrici dei due gironi di Promozione Calabria 2023-2024, Rossanese e Ardore, che insieme alle undici rimaste dall'anno scorso compongono questo girone di Eccellenza.

### Formula
Sedici squadre in un girone all'italiana andata e ritorno per un totale di trenta partite. Dopodiché, mentre la prima classificata sarà promossa in Serie D, si sono effettuati i play-off tra la seconda e la quinta classificata, (seconda contro quinta e terza contro quarta), in turno unico in casa della migliore classificata. Le vincenti si sono sfidate in finale, sempre in casa della migliore classificata. Per quanto riguarda i play-out, si sono incontrate le squadre classificate tra il 12º e il 15º posto, (12ª contro 15ª e 13ª contro 14ª), in gara unica in casa della migliore classificata: le due perdenti sono retrocesse in Promozione 2025-2026.

## Squadre partecipanti
| Club                         | Città                                                 | Stadio                              | Stagione precedente                |
| ---------------------------- | ----------------------------------------------------- | ----------------------------------- | ---------------------------------- |
| A.S.D. Ardore                | Ardore (RC)                                           | Stadio comunale                     | 1º posto in Promozione/B, promosso |
| A.S.D. Bocale Calcio Admo    | Reggio Calabria (Bocale) e Melito di Porto Salvo (RC) | Stadio Campoli                      | 8º posto in Eccellenza             |
| A.P.D. Brancaleone           | Brancaleone (RC)                                      | Stadio comunale Borrello            | 6º posto in Eccellenza             |
| A.S.D. Castrovillari Calcio  | Castrovillari (CS)                                    | Stadio Mimmo Rende                  | 17º posto in Serie D/I, retrocesso |
| A.S.D. Cittanova Calcio      | Cittanova (RC)                                        | Stadio Morreale Proto               | 4º posto in Eccellenza             |
| A.S.D. Digiesse PraiaTortora | Praia a Mare e Tortora (CS)                           | Stadio Mario Tedesco (Praia a Mare) | 5º posto in Eccellenza             |
| A.S.D. Gioiese 1918          | Gioia Tauro (RC)                                      | Stadio Pasquale Stanganelli         | 18º posto in Serie D/I, retrocesso |
| F.C. Isola Capo Rizzuto      | Isola Capo Rizzuto (KR)                               | Stadio Sant'Antonio                 | 10º posto in Eccellenza            |
| A.S.D. Palmese 1912          | Palmi (RC)                                            | Stadio Giuseppe Lopresti            | 12º posto in Eccellenza            |
| U.S.D. Paolana               | Paola (CS)                                            | Stadio Eugenio Tarsitano            | 11º posto in Eccellenza            |
| A.S.D. ReggioRavagnese 1960  | Reggio Calabria (Ravagnese)                           | Stadio Parco Longhi Bovetto         | 9º posto in Eccellenza             |
| Rende Calcio 1968            | Rende (CS)                                            | Stadio Dante De Lio (San Fili)      | 7º posto in Eccellenza             |
| A.S.D. Rossanese             | Rossano di Corigliano-Rossano (CS)                    | Stadio Stefano Rizzo                | 1º posto in Promozione/A, promosso |
| A.S.D. San Luca              | San Luca (RC)                                         | Stadio Corrado Alvaro               | 15º posto in Serie D/I, retrocesso |
| A.G.S.D. Soriano 2010        | Soriano Calabro (VV)                                  | Stadio Alexandra Primerano          | 3º posto in Eccellenza             |
| Vigor Lamezia Calcio 1919    | Lamezia Terme (CZ)                                    | Stadio Guido D'Ippolito             | 2º posto in Eccellenza             |

## Classifica
Aggiornata al 17 agosto 2025.
|  | Pos. | Squadra               | Pt | G  | V  | N  | P  | GF | GS | DR  |
|  | ---- | --------------------- | -- | -- | -- | -- | -- | -- | -- | --- |
|  | 1.   | Vigor Lamezia         | 68 | 30 | 20 | 8  | 2  | 50 | 12 | +38 |
|  | 2.   | Rossanese             | 56 | 30 | 17 | 5  | 8  | 52 | 31 | +21 |
|  | 3.   | Paolana               | 54 | 30 | 16 | 6  | 8  | 41 | 30 | +11 |
|  | 4.   | Isola Capo Rizzuto    | 53 | 30 | 14 | 11 | 5  | 41 | 20 | +21 |
|  | 5.   | Soriano               | 52 | 30 | 15 | 7  | 8  | 41 | 27 | +14 |
|  | 6.   | ReggioRavagnese       | 51 | 30 | 13 | 12 | 5  | 48 | 27 | +21 |
|  | 7.   | Palmese               | 48 | 30 | 12 | 12 | 6  | 44 | 31 | +13 |
|  | 8.   | Digiesse PraiaTortora | 48 | 30 | 14 | 6  | 10 | 43 | 36 | +7  |
|  | 9.   | Bocale Calcio Admo    | 40 | 30 | 11 | 7  | 12 | 47 | 40 | +7  |
|  | 10.  | Gioiese (-2)          | 40 | 30 | 13 | 3  | 14 | 35 | 40 | -5  |
|  | 11.  | Brancaleone           | 35 | 30 | 9  | 8  | 13 | 19 | 33 | -14 |
|  | 12.  | Cittanova             | 35 | 30 | 9  | 8  | 13 | 24 | 34 | -10 |
|  | 13.  | Castrovillari (-1)    | 26 | 30 | 7  | 6  | 17 | 29 | 48 | -19 |
|  | 14.  | Ardore                | 26 | 30 | 5  | 11 | 14 | 17 | 34 | -17 |
|  | 15.  | San Luca (-1)         | 13 | 30 | 3  | 5  | 22 | 26 | 71 | -45 |
|  | 16.  | Rende                 | 12 | 30 | 3  | 3  | 24 | 24 | 67 | -43 |

Legenda:
       Promosso in Serie D 2025-2026.
      Ammessa ai play-off nazionali.
 Ammessa ai play-off o ai play-out.
      Retrocesso in Promozione Calabria 2025-2026.
 Retrocessione diretta.
Regolamento:
Tre punti a vittoria, uno a pareggio, zero a sconfitta.
In caso di arrivo di due o più squadre a pari punti, la graduatoria verrà stilata secondo la classifica avulsa tra le squadre interessate che prevede, in ordine, i seguenti criteri:
- Punti negli scontri diretti
- Differenza reti negli scontri diretti
- Differenza reti generale
- Reti realizzate in generale
- Sorteggio

Note:
La Gioiese ha scontato 2 punti di penalizzazione.
Il Castrovillari ha scontato 1 punto di penalizzazione.
Il San Luca ha scontato 1 punto di penalizzazione.

## Risultati

### Tabellone
Aggiornato a maggio 2025
|                       | Ard  | Boc  | Bra  | Cas  | Cit  | DPT  | Gio  | ICR  | Pal  | Pao  | Reg  | Ren  | Ros  | SLu  | Sor  | VLa  |
| --------------------- | ---- | ---- | ---- | ---- | ---- | ---- | ---- | ---- | ---- | ---- | ---- | ---- | ---- | ---- | ---- | ---- |
| Ardore                | –––– | 1-1  | 0-0  | 1-1  | 0-1  | 1-2  | 1-0  | 0-1  | 1-0  | 0-0  | 0-0  | 4-3  | 1-3  | 0-0  | 0-1  | 1-1  |
| Bocale                | 1-0  | –––– | 3-1  | 1-0  | 4-1  | 1-3  | 2-0  | 0-0  | 2-3  | 2-3  | 0-3  | 3-1  | 2-4  | 1-1  | 3-3  | 0-1  |
| Brancaleone           | 1-0  | 1-0  | –––– | 1-0  | 3-1  | 1-2  | 1-2  | 1-0  | 0-0  | 0-2  | 1-0  | 0-1  | 1-0  | 1-1  | 0-0  | 0-0  |
| Castrovillari         | 1-0  | 1-4  | 1-0  | –––– | 3-0  | 0-2  | 0-1  | 1-1  | 3-0  | 0-2  | 0-1  | 1-2  | 0-1  | 3-1  | 2-4  | 1-3  |
| Cittanova             | 0-0  | 0-0  | 0-0  | 1-1  | –––– | 3-0  | 2-0  | 1-3  | 1-1  | 1-2  | 1-3  | 2-0  | 1-0  | 1-0  | 0-2  | 0-1  |
| Digiesse PraiaTortora | 1-1  | 0-2  | 3-0  | 2-1  | 1-0  | –––– | 3-1  | 2-1  | 2-2  | 2-2  | 1-0  | 3-2  | 2-0  | 4-2  | 1-2  | 0-1  |
| Gioiese               | 0-0  | 2-1  | 2-0  | 0-1  | 1-0  | 1-0  | –––– | 2-1  | 0-1  | 0-1  | 3-2  | 3-1  | 4-5  | 4-2  | 1-2  | 0-0  |
| Isola Capo Rizzuto    | 3-0  | 0-0  | 2-0  | 0-0  | 1-0  | 2-1  | 3-1  | –––– | 3-2  | 1-2  | 1-0  | 3-0  | 0-0  | 4-0  | 1-1  | 1-0  |
| Palmese               | 2-0  | 3-2  | 3-0  | 3-1  | 0-0  | 2-2  | 1-1  | 0-0  | –––– | 2-1  | 2-2  | 5-0  | 1-1  | 3-1  | 1-0  | 0-3  |
| Paolana               | 2-0  | 1-0  | 0-1  | 1-2  | 0-0  | 2-0  | 2-1  | 3-2  | 1-0  | –––– | 0-0  | 4-2  | 2-1  | 4-3  | 0-1  | 0-2  |
| ReggioRavagnese       | 1-1  | 2-0  | 1-1  | 2-2  | 4-1  | 1-1  | 3-1  | 1-1  | 1-0  | 1-1  | –––– | 3-1  | 4-2  | 4-1  | 1-0  | 0-0  |
| Rende                 | 1-2  | 1-2  | 1-2  | 5-1  | 0-2  | 0-2  | 1-2  | 0-1  | 1-1  | 0-0  | 0-2  | –––– | 0-1  | 0-0  | 0-2  | 1-2  |
| Rossanese             | 2-0  | 1-3  | 4-1  | 2-0  | 1-1  | 1-0  | 3-0  | 0-0  | 2-2  | 1-0  | 2-0  | 5-0  | –––– | 3-0* | 1-0  | 0-3  |
| San Luca              | 0-2  | 1-6  | 0-0  | 5-0  | 0-1  | 3-1  | 0-1  | 0-3  | 0-3  | 0-1  | 2-5  | 1-0  | 1-3  | –––– | 0-1  | 0-5  |
| Soriano               | 4-0  | 1-1  | 2-1  | 1-1  | 1-2  | 1-0  | 0-1  | 0-0  | 0-1  | 4-2  | 0-0  | 2-0  | 0-2  | 3-1  | –––– | 2-4  |
| Vigor Lamezia         | 1-0  | 1-0  | 2-0  | 3-2  | 2-0  | 0-0  | 1-0  | 2-2  | 0-0  | 1-0  | 1-1  | 6-0  | 1-1  | 4-0  | 0-1  | –––– |

Note:
- Vittoria a tavolino alla Rossanese nei confronti del San Luca, il quale non si è presentato al campo per disputare la partita.

## Play-off

### Semifinale
|           | Risultati |                    | Luogo e data            |
| --------- | --------- | ------------------ | ----------------------- |
| Rossanese | 3-2       | Soriano            | Rossano, 11 maggio 2025 |
| Paolana   | 1-0       | Isola Capo Rizzuto | Paola, 11 maggio 2025   |

### Finale
|           | Risultati |         | Luogo e data            |
| --------- | --------- | ------- | ----------------------- |
| Rossanese | 1-1       | Paolana | Rossano, 18 maggio 2025 |

## Play-out

### Finale
|        | Risultati |               | Luogo e data           |
| ------ | --------- | ------------- | ---------------------- |
| Ardore | 1-3       | Castrovillari | Ardore, 25 maggio 2025 |